# General Mills
La General Mills, Inc. è una multinazionale statunitense che produce alimenti attraverso un grande numero di marche. Il suo quartier generale si trova nella città di Minneapolis, nel Minnesota. L'azienda controlla un totale di 89 marche, molte delle quali rientrano tra le più conosciute nel Nord America.

## Storia

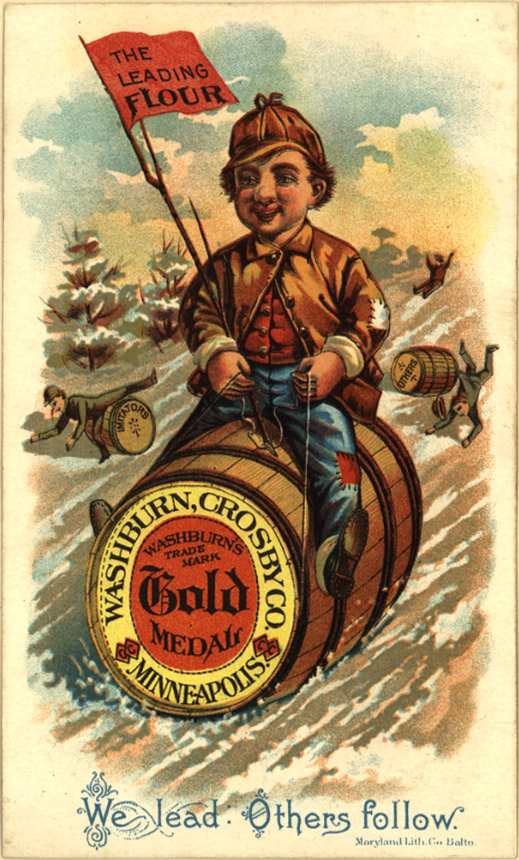
Manifesto pubblicitario nei tardi anni 80 del XIX secolo.

### La Washburn-Crosby Company
La storia dell'azienda risale al 1856, quando fu fondata con il nome di Minneapolis Milling Company da Robert Smith, membro della Camera dei rappresentanti che concesse i diritti per utilizzare energia elettrica ai mulini situati sul lato ovest delle cascate di Saint Anthony, nell'area del fiume Mississippi situata nei pressi di Minneapolis, in Minnesota. Cadwallader C. Washburn e il fratello William D. Washburn si occuparono dello sviluppo dell'azienda, e nel 1866 si misero in proprio e costruirono un nuovo mulino, il Washburn "B" Mill, sulle cascate di Saint Anthony: al tempo la struttura era il più grande impianto di macinazione a ovest di Buffalo, New York. Nonostante alcune incertezze iniziali, la compagnia iniziò ad avere successo e nel 1874 fu costruito un mulino ancora più grande, il Washburn "A" Mill.
Nel 1877 alla compagnia si aggregò John Crosby e fu formata la Washburn-Crosby Company.
Nel 1878 il Washburn "A" Mill fu interessato da un'esplosione di polveri, che distrusse, oltre al mulino stesso, cinque edifici adiacenti ad esso e causò la morte di 18 lavoratori. Nonostante questo, fu ben presto iniziata la costruzione di un nuovo impianto, dotato di maggiori misure di sicurezza e, soprattutto, in grado di produrre farine di migliore qualità sostituendo le vecchie macine a pietra con delle nuove in acciaio, le prime mai utilizzate.
Negli anni venti il personaggio immaginario di Betty Crocker, un esempio di successo nella comunicazione pubblicitaria per sponsorizzare i prodotti dell'azienda, divenne famoso negli Stati Uniti come simbolo della compagnia.
Nel 1925 James Ford Bell divenne presidente della Washburn-Crosby Company.

### La fondazione, gli inizi e il decollo
La General Mills fu creata nel 1928 quando il presidente della Washburn-Crosby, James F. Bell, fuse la sua compagnia con altri 28 mulini. La compagnia diventò una società per azioni alla fine del mese di novembre del 1928.
Il 24 ottobre 1929 la borsa di Wall Street crollò, aprendo la strada a una delle più gravi crisi economiche degli Stati Uniti. La prospettiva per la General Mills non sembrava delle migliori: la domanda di beni alimentari calò drasticamente e un'ondata di siccità colpì il Midwest statunitense.
Nonostante le problematiche legate alla crisi, la General Mills riuscì a espandersi. James F. Bell cercò di limitare quelle che per necessità divennero pratiche comuni durante la depressione: tagli sia al personale che ai salari degli impiegati. Bell si oppose soprattutto a questi ultimi, insistendo sul fatto che avrebbero diminuito il potere di acquisto dei consumatori.
Superata la crisi, la General Mills riuscì a divenire in poco tempo una delle più grandi aziende produttrici di alimenti negli Stati Uniti, espandendo il suo mercato anche in altri paesi dando vita ad alcuni tra i più diffusi prodotti alimentari nel Nord America.

## Prodotti

### Cereali da colazione
Alcuni dei prodotti vengono rivenduti da altri marchi (come Nestlé) fuori dagli Stati Uniti tramite accordi aziendali.
- Basic 4
- Boo-Berry
- Cascadian Farms
- Cheerios
- Chex and its variants
- Cinnamon Toast Crunch
- Cocoa Puffs
- Cookie Crisp
- Count Chocula
- Fiber One
- Franken-Berry
- French Toast Crunch
- Gold Flakes
- Golden Grahams
- Honey Nut Clusters
- Kix
- Lucky Charms
- Monster Cereals
- Oatmeal Crisp
- Peanut Butter Toast Crunch
- Raisin Nut Bran
- Reese's Puffs
- Total
- Trix
- Wheaties

### Snacks
- Betty Crocker
- Bisquick (now a Betty Crocker brand)
- Gold Medal Flour
- Jus-Rol
- Knack & Back
- La Salteña
- Pillsbury
- V. Pearl

### Derivati dalla carne
- Betty Crocker
- Diablitos Underwood
- Hamburger Helper
- Old El Paso
- Wanchai Ferry